# Stazione di Takatsuki (Shiga)
La stazione di Takatsuki (高月駅?, Takatsuki-eki) è una stazione ferroviaria della città di Nagahama, nella prefettura di Shiga in Giappone. La stazione è gestita dalla JR West e serve la linea principale Hokuriku).

## Linee
JR West
■ Linea principale Hokuriku

## Struttura
La stazione è costituita da due piattaforme laterali e una 2 binari in superficie al livello del terreno.
| 1 | ■ Linea principale Hokuriku | per Ōmi-Shiotsu e Tsuruga  |
| 2 | ■ Linea principale Hokuriku | per Maibara, Kyoto e Ōsaka |

## Stazioni adiacenti
| ≪                         | Servizio                  | ≫                         |
| Linea principale Hokuriku | Linea principale Hokuriku | Linea principale Hokuriku |
| ------------------------- | ------------------------- | ------------------------- |
| Kawake                    | Locale                    | Kinomoto                  |